# Diospyros katendei
Diospyros katendei là một loài thực vật có hoa trong họ Thị. Loài này được Verdc. mô tả khoa học đầu tiên năm 1996.